# Rådhustorvet (Sønderborg)
Rådhustorvet er en central plads i Sønderborg. Den har navn efter byens rådhus, som har ligget på denne plads siden 1500-tallet. Det nuværende rådhus er dog fra 1933.
Fra torvet udgår gaderne Perlegade i nordlig retning, Østergade i østlig retning, Æblegade i vestlig retning, samt Store Rådhusgade og Lille Rådhusgade, på hver sin side af rådhuset, i sydlig retning.